# Charles Combes
Charles-Pierre-Mathieu Combes (26 de diciembre de 1801; 11 de enero de 1872) fue un ingeniero francés, inspector general de Minas y director de la Escuela de Minas de París.

## Biografía
Charles-Pierre-Mathieu Combes nació el 26 de diciembre de 1801 en Cahors. Su padre era un policía veterano llamado Pierre Combes Mathieu. Ingresó en la École Polytechnique antes de lo habitual (con tan solo diecisiete años de edad) el 1 de septiembre de 1817 y completó sus estudios en 1820, cuando fue admitido en la Escuela de Minas. Combes realizó los tres cursos anuales en solamente dos años. Se graduó el 1 de julio de 1822.
En 1825 obtuvo un puesto de profesor de matemáticas en la École de Sanit-Etienne, cargo que desempeñó durante dos años, pasando a continuación a trabajar en la industria. Regresó a la escuela de Saint-Etienne en 1827, y permaneció allí hasta 1831.
En 1832 comenzó a trabajar en la Escuela de Minas de París.
Su esposa Louise Pauline Bousquet murió joven, en 1841.
Combes mostró un gran interés por su alumnado. Un joven Marcel Deprez no fue capaz de completar el curso en la Escuela de Minas. Debió de causarle una buena impresión, y Combes le hizo su secretario. Posteriormente, Deprez fue el primero en demostrar que la electricidad podía ser transmitida a través de largas distancias.
Ha sido reconocido como el modelo de lo que ahora se entiende como ingeniero consultor, solicitado para arbitrar en disputas. Intervino en la regulación de la ventilación en las minas de Bélgica, así como aconsejando a fundiciones y acerías. En 1868 fue nombrado Presidente del Consejo General de Minas.
Combes murió en París en 1872 y dejó un hijo y dos hijas. Una de sus hijas se casó con el farmacéutico Charles Friedel. Está enterrado con su mujer, Louise Pauline. Pierre Antoine Combes (1831–72) comparte la misma tumba. Sus restos descansan en el cementerio del Père-Lachaise de París.

## Reconocimientos
- Recibió numerosos honores:
  - En 1860 se le nombró Comendador de la Legión de Honor.
  - En 1868 fue galardonado como Comendador de la Orden Italiana de San Mauricio y San Lázaro.
  - Fue nombrado Comandante de la Orden de Leopoldo de Bélgica.[5]
- Combes es una de las setenta y dos personas que Gustavo Eiffel escogió como personalidades que habían hecho posible su consecución de construir la Torre Eiffel. Combes es el número cincuenta en esta lista.[1] Su nombre se encuentra grabado en el lado de la torre opuesto a la Academia Militar.[6]